# Амчитка
Амчитка (енгл. Amchitka) је ненасељено острво САД које припада савезној држави Аљаска. Површина острва износи 309 km².